# James Hong
James Hong (Minneapolis, 22 de fevereiro de 1929) é um ator e dublador estadunidense de origem chinesa (seu nome em chinês tradicional é 吳漢章, Wú Hànzhāng).

## Carreira
Apresentou-se em centenas de papéis, sendo um dos atores sino-americanos mais reconhecidos, com apresentações recentes no filme Kung Fu Panda e na série The Big Bang Theory. A sua versatilidade como ator lhe permitiu retratar vários diferentes papéis, dentro de uma série de TV. Ultimamente, ele forneceu sua voz, dublando em inúmeros projetos em jogos de vídeo game e animação, em uma diversificada gama de temática asiática.
Seu pai, Frank W. Hong, era dono de um restaurante natural de Hong Kong. Quando James tinha cinco anos, a família se mudou de volta para Hong Kong, como seu pai acreditava que a família tinha se tornado muito "americanizada". Cinco anos depois, no entanto, a família retornou para os Estados Unidos para escapar da iminente Segunda Guerra Mundial.
Ele freqüentou a Universidade de Minnesota, mas formou-se em engenharia civil pela Universidade do Sul da Califórnia. Foi um membro da Guarda Nacional no Alabama, durante a Guerra da Coréia.
Seu sonho de uma carreira como ator, só tornou-se realidade quando ele formou um acordo com um agente que ele conhecia através do Clube Social Chinês. Aparentemente, o agente foi convencido a representar Hong após vê-lo realizar uma deslumbrante atuação. Sua carreira de ator começou oficialmente em 1955, em um filme chamado O Aventureiro de Hong - Kong.
Logo depois, ele deixou seu emprego como engenheiro de estrada de Los Angeles para prosseguir atuando em tempo integral. Ele passou a estrela em muitos filmes famosos como Blade Runner, O Caçador de Andróides, Mulan, e Kung Fu Panda. Mas ele é talvez mais conhecido por ter feito o personagem David Lo Pan um imortal fantasma feiticeiro com 2000 anos, que chefia um reino de espíritos, no submundo de Chinatown no filme Os Aventureiros do Bairro Proibido (Big Trouble in Little China) (1986) de John Carpenter.
Apareceu em incontáveis séries de TV, e como a maioria de seus papéis na televisão no começo da sua carreira eram menores, ele costumava fazer aparições recorrentes em um show, interpretando um personagem diferente a cada vez. Ele é conhecido por sua voz distinta e tem feito inúmeros trabalhos de dublagem.
Sua voz e descrita como uma voz "rude, porém suave", suas dublagens são sempre muito versáteis e diferentes de um personagem para outro, como exemplo podemos citar, o do cínico Chi Fu em Mulan, como também para o líder militar chinês com rosto de pedra em Mercenaries, ao também exuberante Sr. Ping em Kung Fu Panda e a sua sequência, Kung Fu Panda 2.

## Filmografia parcial
- 1955 - O Aventureiro de Hong - Kong (Soldier of Fortune)
- 1955 - Rota Sangrenta (Blood Alley)
- 1955 - Suplício de uma Saudade (Love Is a Many-Splendored Thing)
- 1957 - Hino de Uma Consciência (Battle Hymns)
- 1961 - Flor de Lótus (Flower Drum Song)
- 1968 - The Bamboo Saucer (Archibald)
- 1970 - Colossus 1980 (Colossus: The Forbin Project)
- 1973 - Sunshine - Um Dia de Sol (Sunshine)
- 1974 - Chinatown
- 1977 - O Maior Amante do Mundo (The World's Greatest Lover)
- 1978 - Inferno sem Saída (Go Tell the Spartans)
- 1980 - Apertem os Cintos... O Piloto Sumiu (Airplane!)
- 1982 - Blade Runner, O Caçador de Andróides (Blade Runner)
- 1982 - Uma Voz para Multidões (Yes, Giorgio)
- 1983 - A Força do Amor (Breathless)
- 1984 - Braddock - O Super Comando (Missing in Action)
- 1984 - Ninja 3 - A Dominação (Ninja III: The Domination)
- 1986 - O Rapto do Menino Dourado (The Golden Child)
- 1986 - Os Aventureiros do Bairro Proibido (Big Trouble in Little China)
- 1987 - O Mistério da Viúva Negra (Black Widow)
- 1987 - Os Nerds Saem de Férias (Revenge of the Nerds II: Nerds in Paradise)
- 1988 - Vice Versa
- 1989 - A Irmandade da Rosa (Brotherhood of the Rose)
- 1989 - Caged Fury
- 1989 - Tango e Cash - Os Vingadores (Tango & Cash)
- 1990 - A Chave do Enigma (The Two Jakes)
- 1991 - Que Garota, que Noite! (Mystery Date)
- 1993 - Quanto Mais Idiota Melhor 2 (Wayne's World 2)
- 1994 - O Sombra (The Shadow)
- 1995 - Operação Dumbo (Operation Dumbo Drop)
- 1995 - Tank Girl - Detonando o Futuro (Tank Girl)
- 1996 - Agente Muito Secreto (The Secret Agent Club)
- 1996 - Além do Tempo (Infinity)
- 1997 - Justiça Vermelha (Red Corner)
- 1998 - Mulan
- 2000 - A Cilada (The Art of War)
- 2002 - Herói (Ying xiong / Hero / Jet Li's Hero)
- 2004 - Código das Ruas (Sucker Free City)
- 2004 - Latin Dragon
- 2005 - Forbidden Warrior: Guerreiros Imortais (Forbidden Warrior)
- 2006 - Totalmente Demais (Totally Awesome)
- 2007 - Bolas em Pânico (Balls of Fury)
- 2007 - O Amor em Beverly Hills (Shanghai Kiss)
- 2008 - Kung Fu Panda
- 2008 - O Dia em que a Terra Parou (The Day the Earth Stood Still)
- 2010 - Como Conquistar uma Mulher (How to Make Love to a Woman)
- 2011 - Kung Fu Panda 2
- 2012 - Safe
- 2013 - The Lost Medallion: The Adventures of Billy Stone
- 2013 - R.I.P.D.
- 2016 - The Big Bang Theory - Chinese Restaurant

## Séries de TV
- 1959 - Bonanza
- 1960 - O filho número 1 da série (Charlie Chan)
- 1964 - O Agente da U.N.C.L.E. (The Man from U.N.C.L.E.)
- 1972 - Kung Fu
- 1982 - Marco Polo
- 1985 - MacGyver
- 1997 - Friends (Hoshi, treinador de Pete Becker)
- 1999 - The West Wing
- 1991 - Seinfeld (S02 E11: The Chinese Restaurant)
- 2004 - Sucker Free City
- 2015 - Agents of S.H.I.E.L.D.